# Lolcat

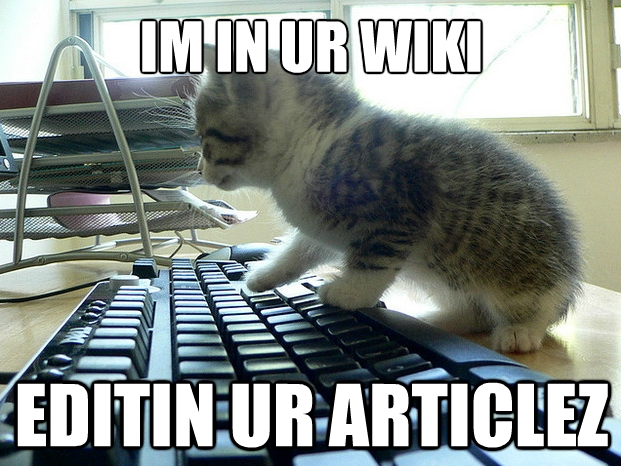
Typisches Lolcat-Bild

Lolcat ist ein Internet-Phänomen in Form humoristischer Bilder. Dargestellt werden Fotos von Katzen, denen passende, orthographisch, interpunktorisch und grammatikalisch inkorrekte Worte in den Mund gelegt werden. Die Urheber der Lolcats bleiben meist anonym und verbreiten ihre Werke im Internet. Den Katzen wird der sogenannte Lolspeak in den Mund gelegt, der die Abweichungen vom Standard-Englisch in eigene Konventionen gießt. Mittlerweile hat sich dieser soweit verfestigt, dass er auch ein Eigenleben ohne Katzenbilder führt. Das Buch How to Take Over Teh Wurld: A LOLCat Guide 2 Winning. hielt sich im Winter 2008/2009 insgesamt 13 Wochen auf der New-York-Times-Bestseller-Liste. Seit 2007 läuft eine Bibelübersetzung in Lolspeak, im Sommer 2009 wurde ein Lolcat-Musical aufgeführt.

## Geschichte
Die Bezeichnung Lolcat kommt von LOL (steht für „lautes Lachen“) und „cat“ (englisch für Katze). Lolcats tauchten erstmals 2006 im Forum 4chan auf. Im Forum entwickelte sich der sogenannte Caturday – die Postings der Katzenbilder fanden vor allem samstags statt (Cat + Saturday), die Channelbenutzer beschwerten sich aktiv über Mitglieder, die Lolcats an anderen Tagen posteten. Vom Forum aus breitete sich der Trend weiter über das Internet aus und wurde zum E-Mail-Phänomen. In kurzer Zeit entwickelte sich ein Trend, dem sich zehntausende Internetnutzer anschlossen.
Eine solche Katzen-E-Mail erreichte auch Eric Nakagawa aus Hawaii mit einer E-Mail seiner Freundin und späteren Blog-Mitgründerin Kari Unebasami. Nakagawa war angetan genug, dem Thema ein Blog zu widmen. Am 11. Januar 2007 gründete Nakagawa das Blog Icanhascheezburger.com. Das Blog startete mit dem Bild einer Katze, die ebenjenes fragte. Im selben Jahr übernahm Ben Huh die Website für 2,25 Millionen US-Dollar und begann aus ihr ein kommerzielles Unternehmen zu machen. Anders als die meisten Websites schrieb Icanhascheezburger von Anfang an schwarze Zahlen. Huh hat diverse andere verwandte Websites gegründet oder gekauft, die alle zu Pet Holdings gehören. Die erfolgreicheren davon sind beispielsweise Probablybadnews und Failblog, das wesentlich an der Verbreitung des „fail“-Internetphänomens beteiligt war. Bis Mitte 2009 zog er so über 10 Millionen Unique Visitors im Monat an, bis Mai 2010 steigerte sich die Zahl auf 16 Millionen. Die ersten beiden Jahre verdreifachte sich die Zahl der Besucher jeweils. Huh selbst gibt durch die englischsprachige Pressewelt Interviews.
Im Sommer 2009 wurden bei Icanhascheezburger täglich etwa 10.000 Bilder eingereicht, die von den 20 Mitarbeitern durchgesehen und auf die Website gepostet wurden. Bis 2010 stieg die Zahl auf 40 Mitarbeiter, die die 18.000 täglichen Einreichungen für 53 verschiedene Seiten betreuten. Laut Huh ist einer der wichtigsten Erfolgsgründe, dass es so aussieht, als wäre alles von begeisterten Amateuren gemacht – so erfänden die Mitarbeiter auch keine eigenen Bilder oder bearbeiten die Einreichungen redaktionell, sondern suchten nur die ihrer Meinung nach passendsten aus. Auf Urheberrechte achten die Betreiber bei der Auswahl der Bilder nicht, entfernen aber Bilder, sobald sich jemand über sie beschwert. Dabei sind nach Betreiberangaben etwa 1 Prozent der User Daueruser, von denen auch der größte Teil des Inhalts kommt, während 99 Prozent nur gelegentlich auf der Website vorbeischauen. Huh selbst schätzt, dass das Lolcats-Network etwa 10 Prozent des gesamten WordPress-Traffics generiert.

## Formen
Lolcats statten Bilder von – meist niedlichen – Tieren mit Bildunterschriften aus. Sie begrenzen dabei die vielfältigen Bedeutungsebenen, die ein unkommentiertes Bild aufnehmen kann, und weisen den Betrachter in eine bestimmte Interpretationsrichtung. Oftmals haben die Texter bei den Lolcats den Anspruch, den Betrachter zu überraschen und dem Bild eine Bedeutung zu geben, die nicht auf den ersten Blick offensichtlich ist.
Lolcats sind eine der bekannteren Formen der Image macros, bei denen Internetnutzer ein Bild mit Text kombinieren, um einen humoristischen Effekt zu erzielen. Image macros sind im Internet wesentlich älter als Lolcats. Sie entwickelten sich zuerst in Internetforen, der Begriff selbst geht vermutlich auf das Something-Awful-Forum zurück. Die hauptsächlichen Konventionen zur Gestaltung dieser Macros entwickelten sich jedoch in 4chan. Demnach sind üblicherweise Katzen dargestellt, wobei auch Varianten mit anderen Tieren vorkommen, wie etwa dem Lolrus, einem See-Elefanten namens Minazo, dem als Running Gag eine Sehnsucht nach einem blauen Eimer unterstellt wird.
Die Lolcats verwenden dabei mittlerweile sowohl gewisse grammatikalische Regeln für korrektes und unkorrektes Lolspeak als auch einen festen Fundus an Motiven und Konstellationen: Die Katzen werden oft vermenschlicht, der Text selbst ist stark von den Sprachkonventionen geprägt, die sich bei den jugendlichen Nutzern von SMS und Instant Messengern sowie im Leetspeak gebildet haben. Anspielungen auf Computerspiele, die Internetkultur sowie Science-Fiction sind häufig.
Die Macher der Lolcats verwenden dabei ähnlich wie ältere Formen der Text-Bild-Kombination (Stummfilme beispielsweise) sowohl dialogischen als auch erklärenden Text. Während der dialogische Text den Katzen direkt in den Mund gelegt wird, dem Muster einer absichtlich inkorrekten Grammatik folgt und auf Szenesprache zurückgreift, bedient sich der erklärende Text eines Standard-Englischen. Im Dialogtext kann die Abweichung vom Standard-Englischen gewichtet werden. Auf Bildern mit verschieden alten Katzen beispielsweise wird meist den älteren Katzen ein standardisiertes Englisch in den Mund gelegt, während Katzenjunge ein oft stark ausgeprägtes LOLspeak „sprechen“.
Die Schrifttype ist ebenso weitgehend standardisiert. Im Forum 4chan wie auch in späteren Bildern verwenden die Texter fast ausschließlich weiße Impact-Schrift mit dünnen schwarzen Rändern.
Wiederkehrende Motive sind:
- Unsichtbare Objekte: Mimik und Gestik der Katze werden als Interaktion mit einem gedachten Gegenstand interpretiert. Beispielsweise wird einer Katze, die die Arme auseinanderstreckt und das Maul aufreißt, ein „invisible Sandwich“ („unsichtbares Sandwich“) in den Mund gelegt.[16]
- Vereinnahmung: Eine Katze hält sich an einem bestimmten Ort auf oder stellt sich auf eine bestimmte Weise dar, so dass ihr eine Besitzergreifung, Usurpation oder ein Eindringen unterstellt werden kann. So lässt man eine Katze im Kühlschrank sagen: „im in ur fridge / eatin ur foodz“ („Ich bin in deinem Kühlschrank / Fresse dein Essen“).[16]
- Bitte: Eine treu dreinblickende Katze stellt eine Bitte. Dazu zählt das Bild „i can has cheezburger?“ (etwa: „Ich kann hat Cheezburger [sic!] ?“), das das erste unumstrittene Lolcat-Bild war.[19]
- Rückgriffe auf englische Übersetzungen japanischer Texte in Engrish und deren typische Fehler. Bekanntes Beispiel ist hier Oh Hai! anstelle von Hi.[18]
- Lolspeak[Anm. 1] – welches sich erst mit der Etablierung von Icanhascheezburger verbreitete.[20]